# مسح سلون الرقمي للسماء
مسح سلون الرقمي للسماء في الفلك (بالإنجليزية: Sloan Digital Sky Survey أو 'SDSS')
هو مسح فلكي يتم باستخدام التصوير الطيفي لقياس الانزياح نحو الأحمر لأاطياف المجرات. ويجري ذلك بتلسكوب ضوئي مزود بمرآة قطر 5و2 متر واسعة زاوية الرؤية مع استخدام عدة مرشحات للضوء. ويوجد هذا التلسكوب في مرصد أباتشي بوينت نيو مكسيكو في المنطقة الجنوبية الغربية من الولايات المتحدة. وقد سمي برنامج المسح الفلكي هذا باسم جمعية ألفريد سلون الخيرية التي أنشأها ألفريد سلون عام 1923 لتشجيع
البحث العلمي.
وقد بدأ برنامج المسح الفلكي عام 2000 بغرض مسح نحو 25 % من السماء للحصول على قياسات لنحو 100 مليون جرم سماوي، وكذلك لتسجيل ودراسة أطياف نحو مليون من الأجرام. ويصل متوسط بعد المجرات تحت الفحص مساويا ل انزياح نحو الأحمر قدره 0.1. كما صـُورت مجرات ذات سطوع أحمر يصل انزياحها نحو الأحمر إلى z=0.4 وكذلك لأشباه النجوم تبعد عنا نحو z=5 كما تمكن المسح الفلكي من تسجيل أشباه نجوم تبعد عنا أكثر من انزياح نحو الأحمر 6.
وقد دخل برنامج المسح الفلكي مرحلة جديدة عام 2006، منها برنامج SDSS-II بغرض مواصلة الرصد لدراسة تكوين نجوم مجرتنا، مجرة درب التبانة، وبرنامج سلون لرصد المستعرات العظمى والتي تقوم بصفة خاصة برصد المستعرات العظمى من نوع 1a التي يُستخدم ضوؤها لمعايرة أبعاد الأجرام البعيدة.
وفي أواسط عام 2008 بدأ أيضا برنامج SDSS-III والذي من المفروض أن يستمر حتى عام 2014.

## أجهزة المشاهدات

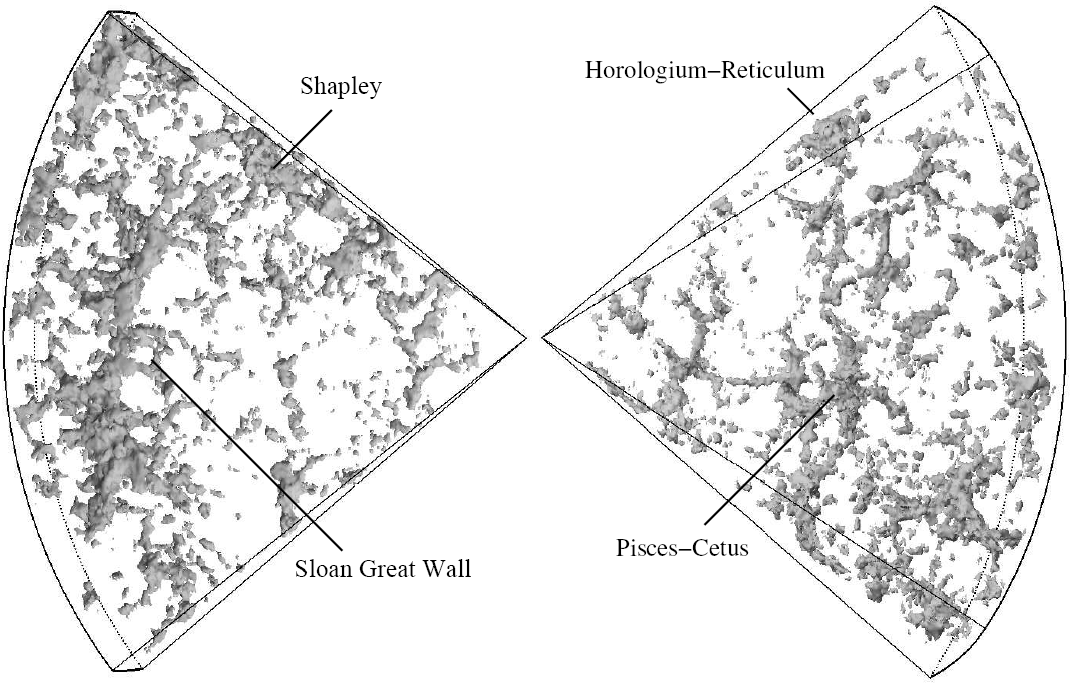
صورة مسح الانزياح المجري نحو الأحمر للمجال ذي الدرجتين ويبين موقع سور سلون العظيم الذي يبعد عنا نحو مليار سنة ضوئية، أي مانراه في هذه الصورة يشكل 1/13 من حجم الكون. وتُرى فراغات كبيرة (كالفقاقيع) فقيرة المادة، وتحيطها تجمعات المجرات.

يستطيع التلسكوب أخذ الصور بعدد 2048×2048 بكسل لكل صورة. وتنظم اللواقط الضوئية (لاقط سي سي دي) في خمسة مصفوفات كل منها مزود بعدد 6 من الرقائق الإلكترونية. وتلتقط الخمس مصفوفات الضوء عبر مرشحات مختلفة (u' g' r' i' z') عند أطوال موجة قدرها 354, 476, 628, 769 و 925 نانومتر. ويمسح جزء السماء المراد رصده على هيئة شرائط وتلتقط الصورة الواحدة تلو الأخرى مع الاستفادة في تحقيق ذلك بدوران الأرض. ويقدر عدد البكسل التي تقاس كل ليلة بنحو 200 جيجابايت. وقد اختير لبرنامج SDSS منطقة تُرى خلف القطب الشمالي للمجرة تقدر بنحو 10.000 درجة قوسية مربعة. وفي نطاق الخمسة أطوال الموجة المستخدمة للقياس توجد أجراما سماوية يبلغ قدرها الظاهري للسطوع بين 22,3 و 23,3 و 23,1 و 22,5 و 20,8 وهي تسجل بشدة ضوء تفوق الشوشرة بخمس أضعاف على الأقل. وبغرض خفض الشوشرة تبرد الكاميرا إلى 190 كلفن، أي نحو -80 درجة مئوية وذلك باستخدام النيتروجين السائل.
وخلال الخريف لا يتيسر رصد تلك المنطقة، ولذلك يلجأ إلى قياس شريحة من السماء يبلغ عرضها 225 درجة قوسية مربعة من جهة جنوب مجرتنا يبلغ القدر الظاهري فيها 24,4, 25,3, 25,1, 24,4.
ويتم قياس شدة لمعان وشكل كل جرم سماوي عن طريق الضبط آليا كما يُجرى تصنيف لكل منها بحسب نوعها وبعدها.
ويستطيع التلسكوب تسجيل 640 طيفا مرة واحدة عن طريق توصيل أحد الألياف الضوئية إلى كل ثقب مثقوب في لوحة من الألمونيوم في موقع تصوير النجم أو الجرم السماوي على اللوحة. فكل ثقب على اللوحة موضوع بحيث يسمح بمرور ضوء النجم بعينة، بذلك يسهل الحصول على ضوئه وتحليل طيفه. وقد استخدم عدد من اللوحات في كل ليلة بين 6 إلى 9 لوحات لتسجيل الأطياف. وكانت حصيلة كل ليلة من القياسات نحو 200 جيجا بايت.

## التشغيل

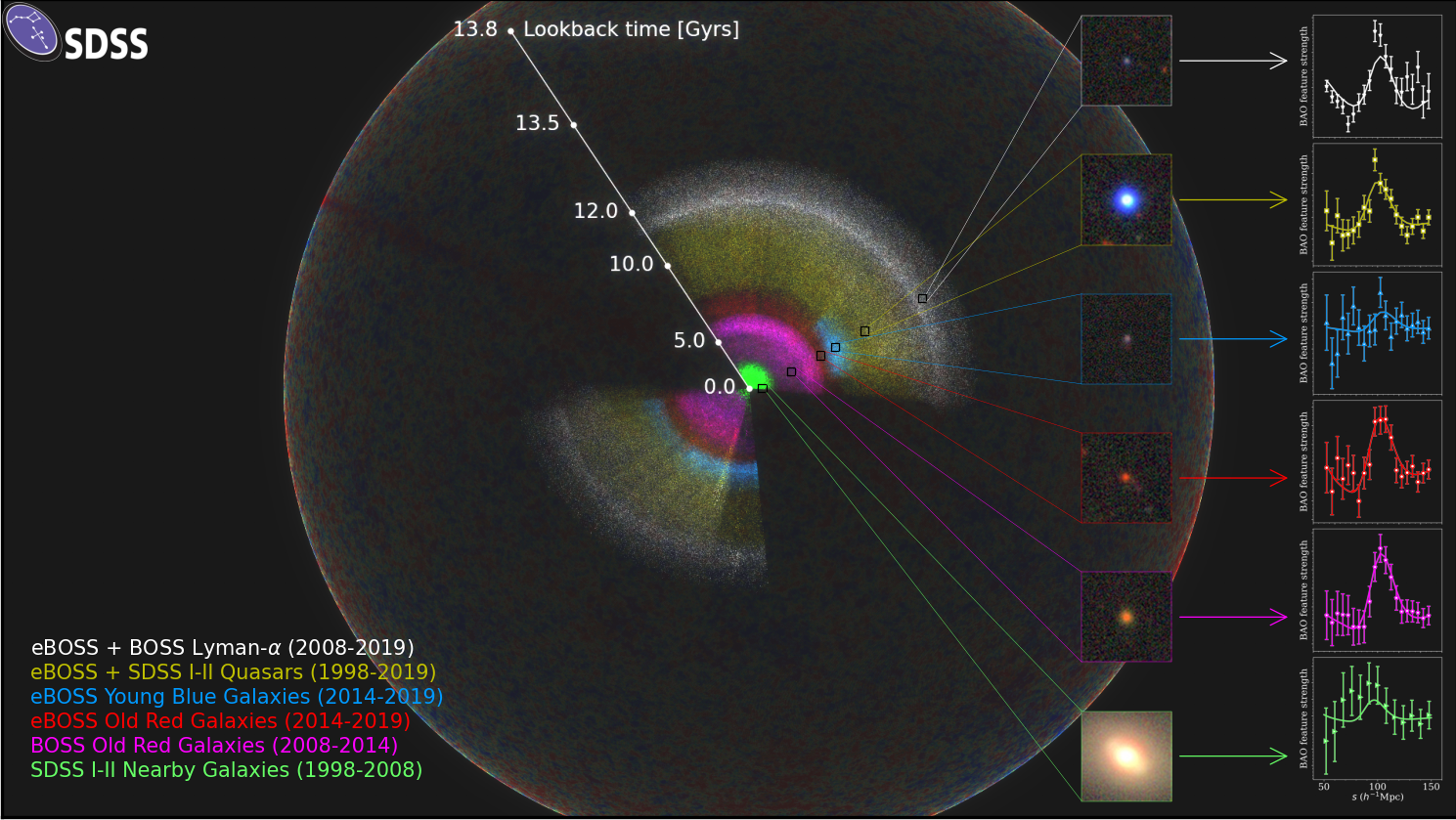
شكل 2: المسح السماوي SDSS حتى عام 2020. لاحظ التقسيم الزمنى إلى الوراء حتى 8و13 مليار سنة.

تظهر خريطة مسح سلون الرقمي للسماء SDSS كقوس قزح من الألوان (أنظر الشكل 2) ، وتقع داخل الكون المرئي (الكرة الخارجية تـُظهر التقلبات في الخلفية الكونية الميكروية). عندما ننظر إلى المسافة في تلك الخريطة فإننا ننظر إلى الوراء إلى الماضي. لذا فإن موقع هذه المشاهدات يكشف عن معدل تمدد الكون في أوقات مختلفة من التاريخ الكوني حتى عام 2020.
بدأ جمع البيانات في عام 2000  ، الإصدار التاسع النهائي لبيانات التصوير (DR9) يغطي أكثر من 35٪ من السماء، مع مشاهدات ضوئية لما يقرب من 1 مليار جرم سماوي بينما يستمر المسح في تسجيل الأطياف ، بعد أن أخذ حتى الآن أطياف أكثر من 4 ملايين جرم سماوي. عينة المجرة الرئيسية لها انزياح نحو الأحمر متوسط يبلغ z = 0.1 ؛ هناك انزياح نحو الأحمر للمجرات الحمراء المضيئة بقدر z = 0.7 ، وبالنسبة للكوازارات بمقدار انزياح نحو الأحمر z = 5 ؛ وقد شارك المسح التصويري في الكشف عن النجوم الزائفة التي تتجاوز الانزياح نحو الأحمر z = 6.
إصدار البيانات 8 (DR8) ، الذي صدر في يناير 2011  يتضمن جميع المشاهدات الضوئية المأخوذة بكاميرا التصوير SDSS ، والتي تغطي 14555 درجة مربعة في السماء (ما يزيد قليلاً عن 35٪ من السماء الكاملة). وإصدار البيانات 9 (DR9) ، الذي تم إصداره للجمهور في 31 يوليو 2012 ،  يتضمن النتائج الأولى من المسح الطيفي لتذبذب الباريونات (BOSS) ، بما في ذلك أكثر من 800000 طيف جديد. أكثر من 500000 من الأطياف الجديدة هي لأجسام في الكون قبل 7 مليارات سنة (حوالي نصف عمر الكون). إصدار البيانات 10 (DR10) الذي تم إصداره للجمهور في 31 يوليو 2013  يتضمن جميع البيانات من الإصدارات السابقة ، بالإضافة إلى النتائج الأولى من APO Galactic Evolution Experiment (APOGEE) ، بما في ذلك أكثر من 57000 أطياف الأشعة تحت الحمراء عالية الدقة للنجوم في درب التبانة. ويشتمل اصدار DR10 أيضًا على أكثر من 670.000 أطياف BOSS جديدة من المجرات والكوازارات في الكون البعيد. كما تم نشر الصور المتاحة للجمهور من الاستطلاع بين عامي 1998 و 2009.
في يوليو 2020 ، بعد اجراء المسح استمر 20 عامًا ، نشر علماء الفيزياء الفلكية في مسح سلون الرقمي للسماء أكبر خريطة ثلاثية الأبعاد وأكثرها تفصيلاً للكون حتى الآن ، وملأوا مجالا قدره 11 مليار سنة في تاريخ توسع الكون ، وقدموا البيانات التي تدعم نظرية الهندسة المسطحة للكون ، وهي تؤكد وجود مناطق مختلفة يبدو أنها تتوسع بسرعات مختلفة.

## المشاهدات
ومع أن برنامج الرصد يشمل جزءا من صفحة السماء إلا أنه يستطيع قياس أضعف الأجرام السماوية سطوعا، ويفوق في ذلك المسح الفلكي السابق الذي أجراه مرصد بالومار. وعن طريق المطياف الدقيق الذي يعمل بخمسة أنواع من المرشحات الضوئية فيمكن تحديد نوع المجرة أو شبه النجم أو النجوم المرصودة ومقدار الانزياح نحو الأحمر لها فوريا. وتعطي الأطياف قدر الانزياح نحو الأحمر بدقة وكذلك تصنيف الجرم السماوي. وتتيح للمراصد الأخرى الكبيرة فرصة الفحص الدقيق للحصول على معلومات أكثر استفاضة.
ومن أهم أغراض برنامج SDSS هو تحديد مواقع المجرات في الهياكل البنائية الكبيرة التي تشبه الرغواوي في الكون. وتشكل تلك الهياكل عناقيد مجرات وعقود كونية تقل فيها كثافة المجرات وما بين التجمعات المجرات والعناقيد من فراغات هائلة الحجم ومع ذلك تطاد تكون خالية من المجرات.
ويفضل الحساسية الكبيرة لأجهزة التلسكوب فقد تمكن العلماء عام 2005 من رصد أبعد شبه نجم
ويقدر انزياحه نحو الأحمر أكثر من 6.

## نتائج إضافية
بالإضافة إلى تحديد مواقع المجرات في التجمعات الفائقة للمجرات على المدي الواسع، فقد حصل العلماء على نتائج إضافية من تلك القياسات لم تكن في الحسبان عند التخطيط لبرنامج المسح الفلكي، ومنها:

### كويكبات
يسهل عملية الرصد عن طريق تسجيل شريطا ضيقا لصفحة السماء ومعرفة مختلف أطياف الأجرام، يسهل ذلك تحديد مواقع الكويكيبات ولونها بدقة كبيرة. بذلك أمكن بواسطة برنامج المسح الفلكي من زيادة عدد الكويكبات المعروفة بمقدار 100 مرة. ويبدو أن تلك القياسات تؤيد النظرية القائلة بأن كويكبات مثل فيزتا وإيوس وكورونيس وثيميس قد نشأت من جسم سماوي واحد. كما تؤيد القياسات الناتجة افتراض أن سطح الكويكب يتأثر بالريح الشمسي إلى جانب تأثره بالشهب الصغيرة التي تسقط عليه.

### أقزام بنية
نجح العلماء القائمين ببرنامج SDSS للمسح الفلكي على التعرف على أقزام بنية عن طريق قياس نطاقين من الأشعة تحت الحمراء إلى جانب ثلاثة ألوان أخرى للضوء. وقد أدت القياسات إلى التعرف على نوع M من أنواع الطيف بالإضافة إلى نوعين آخرين أقل حرارة، وهما نوعي الطيف L و T. وهما يؤولان إلى أجرام تتبع التصنيف L9 وتتميز بحرارة سطحية مقدارها نحو 1400 كلفن - (بالمقارنة : حرارة سطح الشمس تبلغ نحو 6.000 كلفن) - وأما تصنيف الأقزام البنية T9 فاتضح أن حرارة سطحها تصل إلى نحو 700 كلفن فقط.

### تيارات من النجوم
بينت بيانات المسح الفلكي التي أجريت قدر سطوع النجوم وألوانها ومواقعها بدقة كبيرة وذلك عبر مساحات فضائية واسعة، وأوضحت أن لها خواص متشابهة : وتلك هي أن كل مجموعة منها تؤول إلى تيار من النجوم يتحركون بنفس الطريقة كما أن نشأتهم تعود إلى مصدر واحد. وبذلك أمكن التأكد بأن أعدادا كبيرة من نجوم التجمع النجمي المعلق بالومار 5 وكذلك نجوم مجرة قزمة في كوكبة الرامي (كوكبة).

### مجرات قزمة في المجرة
أمكن عن طريق تقييم نتائج قياسات مسح سلون الرقمي للسماء منذ عام 2005 العثور على مجرات قزمة تتبع مجرتنا، مجرة درب التبانة . ذلك ويصعب العثور على تلك المجرات القزمة بصفة عامة بسبب قلة عدد النجوم التي تحويها .

### عدسات جاذبية
من بين ما يقرب من 50,000 نجم زائف اكتشفها مسح سلون الرقمي للسماء، أكتشف المسح أيضا سلسلة من تأثيرات عدسة الجاذبية.

## اقرأ أيضا
- مجموعة ضخمة من الكوازار
- مسح فلكي فيستا
- فراغ محلي
- القوس العملاق
- قائمة مجرات المجموعة المحلية
- مجرة الدب الأكبر الثانية القزمة
- سور سلون العظيم
- السور الكبير
- فراغ (فلك)
- سور سلون العظيم
- إدوين هابل
- قزم سيتوس
- UDFy-38135539
- مسح إنزياح أحمر CfA
- مخروط ضوئي